# Trechus humboldti
Trechus humboldti is een keversoort uit de familie van de loopkevers (Carabidae). De wetenschappelijke naam van de soort is voor het eerst geldig gepubliceerd in 1945 door Vandyke.